# ワシントン・ワイルドシングス
ワシントン・ワイルドシングス (Washington Wild Things) は、プロ野球独立リーグのフロンティアリーグ（西地区）に加盟している野球チーム。本拠地は、アメリカ合衆国ペンシルベニア州ワシントン。

## 概要
1997年にカントン・クロコダイルズ（Canton Crocodiles）として創設され、フロンティアリーグに加盟。同年、リーグ優勝を果たす。
2002年に売却され、チーム名を現在のワシントン・ワイルドシングスに変更した。

## 過去に所属していた選手
- ジャスティン・スターツ（2007年、元：新潟アルビレックス・ベースボール・クラブ）
- ブレイク・オチョア（2011、第3回WBCスペイン代表）
- ミッチ・デニング（2012、元：東京ヤクルトスワローズ）